# Submarino Forelle
El Forel (ruso: Форель, alemán: Forelle - trucha) fue un pequeño prototipo de submarino construido de manera privada por los astilleros Germaniawerft en Kiel (Alemania). Fue comprado por la Armada Imperial rusa en 1904.

## Historia
El diseño de este sumergible se debe al ingeniero de origen español Raimundo Lorenzo d'Equevilley Montjustin. Este poco conocido pionero participó en los primeros intentos para conseguir convertir los submarinos en armas efectivas. En principio se asoció al pionero francés e ingeniero naval Máxime Laubeuf , durante el diseño y construcción de su sumergible con propulsión vapor-eléctrica Narval  para la marina francesa y que atrajo la atención mundial en 1896.
Aprovechando la favorable situación, d´Equevilley trató de probar suerte en solitario presentando sus propios diseños al Ministerio de Marina francés en 1901, pero estos fueron rechazados. Al año siguiente Equevilley presentó sus conceptos al Reichsmarineamt alemán; sin embargo, fue rechazado mientras intentaba presentar su candidatura, ya que el Gran Almirante de la Kaiserliche Marine Alfred von Tirpitz consideró que «El sumergible no tiene actualmente gran valor en la guerra en el mar, no tenemos dinero que desperdiciar en naves experimentales». Y es que, el Forelle tenía serias limitaciones; propulsado únicamente por electricidad como el Gymnote francés, carecía de un sistema de recarga en marcha, lo que limitaba sobremanera su alcance; por lo que para la armada sólo podría ser un arma utilizable desde cualquier puerto contra una flota de bloqueo. Debido a ello, d'Equevilley se puso en contacto con la firma Krupp y esta vez la suerte le sonrió. Los astilleros Germaniawerft de su propiedad, autorizaron la construcción del submarino experimental diseñado por d’Equevilley y firmó un contrato con el ingeniero español.
Este ingeniero publicaría en 1905 un libro sobre la todavía joven historia de los sumergibles y profetizó que los futuros submarinos acabarían para siempre con las batallas navales y darían supremacía a la armada que pudiera reunirlos.

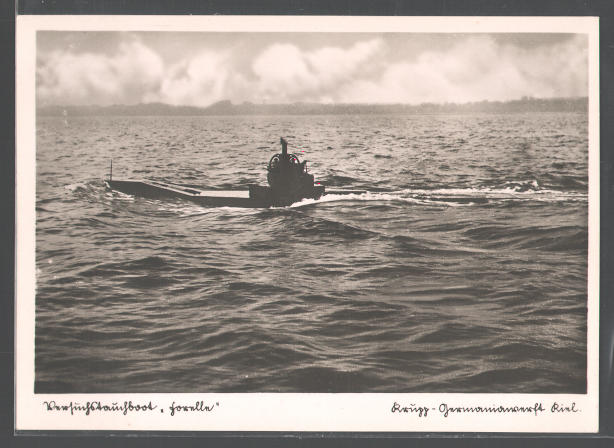
El sumergible Forelle hacia 1903

El 18 de junio de 1903 se terminaron los trabajos y, el barco se hizo a la mar por primera vez el 20 de junio de 1903 y hasta el 6 de diciembre se desarrollarían las intensas pruebas a las que fue sometido, dirigidas conjuntamente por d’Equivilley y el ingeniero naval jefe, Her Kritzler que resultaron un éxito. Durante las pruebas recibió su nombre definitivo de Forelle (trucha), y sus evoluciones fueron observadas por el mismo Kaiser Guillermo II y su hermano almirante. Kritzler informó detalladamente sobre las pruebas realizadas en Kiel y Eckenförde.

## Diseño
Los trabajos empezaron ese mismo año en los astilleros Germaniawerft recién adquiridos por la firma Krupp y el 28 de julio de 1902 se le designó “Leucheboje” (boya-luminosa) colocándose la quilla el 19 de febrero de 1903. El diseño medía 13 m de eslora y estaba propulsado, inspirado en el Gymnote francés por un motor eléctrico de 65 hp con revoluciones fijas; dicho motor, era un dispositivo de velocidad constante conectado en paralelo lo que hacía necesario la incorporación de una hélice de paso variable para que la velocidad del submarino pudiese ser regulada. Las baterías diseñadas por el Dr. Kisertzki fueron suministradas por Watt-Akkumulatoren-Werke en Zehdenick. Estaban compuestas por 108 celdas con un peso unitario de 65 kg y con una capacidad de 715 amperios-hora y una descarga de diez horas; se utilizaron céspedes de turba para aislar cada placa. Posteriormente se utilizarían 14 celdas para aumentar la estabilidad.  Su desplazamiento en un principio era de 17,5 toneladas, pero, como resultado de diversas modificaciones,el peso aumentó hasta las 19,0 toneladas.
Este pequeño buque sumergible contaba con tanques de inmersión y equilibrado, disponía de un periscopio fabricado por la firma Carl Zeiss, lo que le convirtió en uno de los primeros sumergibles en utilizarlo. Estaba provisto de hidroplanos a proa mientras que en la popa solo contaba con un plano estabilizador en el timón. En sus dos bandas se alojaban dos tubos lanzatorpedos de 457 mm cuyas compuertas eran accionadas eléctricamente. Su lanzamiento se ejecutaba por medio de aire comprimido y una vez lanzado el tubo se cargaba de agua, lo que le hacía escorar hasta unos 20°. Era gobernado desde una plataforma bajo la escotilla en el centro de la nave. El sumergible estaba diseñado para ser transportado por un buque que mediante una grúa lo arriaba y posteriormente lo recuperaba.

## En la Armada Imperial Rusa

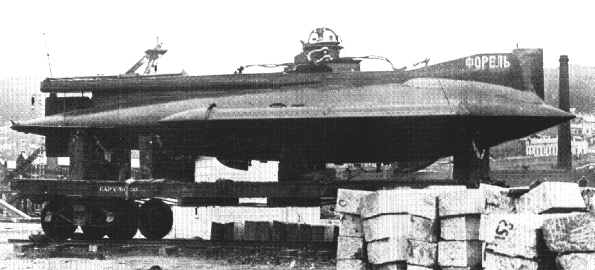
Forelle de camino en tren a San Petersburgo en 1904. El nombre (Форель - Forel) en escritura cirílica se puede distinguir en la proa

También representantes de otras marinas presenciaron las pruebas, entre ellos los de la Armada Imperial rusa; dicho imperio estaba inmerso en 1904 en la llamada Guerra ruso-japonesa y, necesitando con urgencia todo tipo de naves estaba comprando en todas partes navíos; concretamente había comprado en Estados Unidos el sumergible tipo Holland ex Fulton (Som - Com). El Forelle en unas pruebas realizadas en Eckernförde en marzo de 1904 causó a los observadores rusos una muy buena impresión por sus cualidades marineras y, de resultas de ello ese mismo año, Germaniawerft recibió pedidos para tres nuevos sumergibles, los Karp, Karas y Kambala ; el Forelle estaba incluido en el precio de venta y el 20 de junio de 1904 fue enviado por ferrocarril desde Kiel, con destino a San Petersburgo, donde fue recibido el 6 de mayo renombrandolo Forel y donde Kritzler y su equipo entrenó a una tripulación rusa .
La Armada Imperial Rusa compró el submarino en mayo de 1904 para su servicio en la Guerra Ruso-Japonesa. Fue enviado desde Kiel a San Petersburgo y de allí al puerto de Liepāja , junto con un equipo de ingenieros y técnicos alemanes para entrenar a la tripulación rusa, siendo comisionado en la base naval de Kronstadt el 21 de agosto de 1904. Más tarde, fue enviado a Vladivostok a través del Ferrocarril Transiberiano, llegando el 29 de septiembre, donde se unió a la Flotilla Militar Siberiana el 2 de octubre, convirtiéndose en el primer submarino ruso en navegar en el Pacífico. El sumergible no participó en ese conflicto porque nunca se encontraron objetivos adecuados en las aguas en las que operaba. Sin embargo, su mera presencia fue, según los rusos, la razón por la que los japoneses se abstuvieron de atacar Vladivostok.
El Forel continuó operando con base en Vladivostok después de la guerra; sin embargo, en 1908 se consideró obsoleto siendo reclasificado como buque escuela. El sumergible se hundió en un accidente el 17 de mayo de 1910; la tripulación logró escapar y el barco fue rescatado desde una profundidad de 26 m. El almirante y Viceministro de Marina Iván Grigorovich autorizó que se devolviera a Liepāja para su reparación, pero el envío nunca se realizó.